# 长平 (作家)
长平（英語：Chang Ping，1968年6月22日—），本名张平，中华人民共和国記者、作家与异议人士，六四记忆·人权博物馆总策展人，在《纽约书评》上被美国记者张彦认为是中国最著名的时事评论作家之一，四川西充人。自二十世纪九十年代以来，长平在中国大陆及香港参与创办及主编多份报纸、杂志及电子媒体，是中国「自由知识分子」中的代表人物，曾获「南方周末年度致敬专栏作家」、「香港人权新闻奖」、「华人百大公共知识分子」、「加拿大国际新闻自由奖」等多项荣誉。
从2010年底开始，他被禁止在中国大陆媒体发表任何文章。2011年，长平在香港创办时事杂志《阳光时务》，但香港政府拒绝为他签发工作签证。随后，他以访问作家身份客居德国至今。
长平在中国大陆、香港、台湾、马来西亚、德国等地多家媒体撰写专栏。他的故事受到美国《纽约时报》
、《纽约书评》
、英国《卫报》
、德国《商业周刊》、加拿大廣播公司 、台湾《上报》
等国际媒体关注。
长平也发表过小说、诗歌等文学作品，并出版音乐专辑《自由牢笼》。

## 生平

### 早年
长平本名张平，出生于中国大陸文化大革命期间，少年时曾经历文革后期。经历六四运动。他在每年“六四”忌日都会撰写纪念文章，发表在德国之声、南华早报、南德意志报、台湾上报等媒体。

### 成都商报
1993年长平参与创办《成都商报》，任编辑部门主任。这份媒体取得了巨大的商业成功，但是长平因为坚持新闻原则受到打压。他听说崔健有一张新碟叫《时代的晚上》，让北京一位记者去采访他，谈到一些问题。在报社的领导看来这是很敏感的问题，当时作了非常严厉的批评，“那种批评甚至可以说是羞辱性的”。
1997年邓小平去世的时候，《成都商报》一位领导，跑到作为竞争对手的省报的印刷厂去，以“大事当前，不分你我；政治责任，谁能担当”为理由威胁工人，第一时间拿到了《人民日报》胶片，赶在所有报纸之前印刷出来，赢得了市场优势。随后长平看到了广州报纸的报道，不仅版式各自为阵，文字也没有完全照搬新华社电讯，甚至以“邓公长辞”做标题。他深感震惊，认为“原来我们沾沾自喜的创造，其实什么都不是；我们引以为傲的智慧，不过是奴才的心思。” 后来他就离开四川，去了《南方周末》。

### 南方周末
1998年到2002年，长平担任《南方周末》新闻部副主任、主任。此时《南方周末》的主编是江艺平、副主编是钱钢，被认为是该报职业声誉、社会影响力、发行量及广告收入的鼎盛时期。
2001年任《南方周末》新闻部主任时，发生了“张君案”。张君是黑社会头目，抢银行，杀人，此外还有情妇等艳情故事。而且当时警方破了案，上面都说是一个很正面很值得谈的事情。于是传媒纷纷采访张君的心路历程，谈他的爱情，谈他的一切，基本上是场媒体的狂欢。但是长平派记者去做他的成长背景，报道了农村青年没有出路的问题、农村政策的问题。这个报道和其他几篇文章引起地方政府及中共中央宣傳部震怒，导致他和江艺平、钱钢等人离开《南方周末》。

### 外滩画报、南都周刊以及西藏事件
2003年至2004年，长平去美国加州大学伯克利分校新闻学院做访问学者。他在那里不仅学习了新闻课程，而且还学习了美国民权历史和女权主义运动史。回国后和同仁先后在上海创办《外滩画报》，在广州创办《南都周刊》，均出任常务副主编。
2007年重返广州，出任《南方都市报》下属的《南都周刊》副总编辑，后任执行总编辑兼总主笔。2008年西藏三一四事件发生后，全球华人掀起了一股反对「西方媒体丑化中国」的浪潮，很多在西方留学的学生举起了国旗，在街头抗议传媒对西藏事件的报道，使得曾经有留学经验的长辈及西方国家的学者大吃一惊。在这股浪潮之中，長平因在英国《金融时报》中文网发表《西藏：真相与民族主义情绪》一文，招致网民及《北京晚报》等媒体攻击，被撤去副总编辑一职。这件事还牵连了《南方都市报》和《南方周末》等一向以敢言和独立见称的媒体。后调任至南都传播研究院任研究员。
长平被调离新闻工作岗位，任南都传媒研究院首席研究员。中宣部仍然不满意，继续为南方报业集团施压。2010年8月起，南方报业集团在压力下禁止《南方都市报》、《南方周末》等下属媒体刊登其评论文章。2011年1月底，被南方报业集团解聘。有人在互联网上发起了联名支持及捐款活动，随后相关消息在新浪微博等被全面屏蔽。

### 阳光时务
2011年初，长平赴香港浸会大学新闻学院访学。随后，他和同仁创办《阳光时务》，出任主编。
《阳光时务》立足香港，將在全球視野、歷史語境下，對深層轉型中的中國大陸、香港與台灣，進行更有力的觀察分析，提供對時局、產經、社會的更專業解讀。出品人是陈平。中国知名媒体人程益中后来加盟任总经理。
《阳光时务》獲得亞洲出版協會四項新聞大獎：2012年卓越新聞獎中文報紙類卓越人權報導獎榮譽獎、卓越人權報導獎優異獎、卓越評論獎優異獎、卓越調查報導獎榮譽獎等，被譽為最新銳的時政電子刊物，也是華文世界唯一新媒體iPad/iPhone雙週刊時政刊物。
2011年10月，《阳光时务》由於內容敏感被中国政府强制在app store下架，並禁止中国大陆网民下载。2011年11月18日，中国国务院新闻辦公室的发布通知，禁止中国网站提供「阳光时务」下载，主创人員在内地的微博全面被禁。
香港政府拒绝为《阳光时务》主编长平签发工作签证，并派人到浸会大学调查其做访问学者期间“打黑工”，浸大回應指出，大學會不時邀請內地學者來港作學術交流，但強調“雙方並無僱傭關係”。長平強調無獨立授課，只是當嘉賓與授課教師作一些課程講座，絕非受僱或非法工作，若訪問學人這樣交流講學都要申請工作簽證，他恐怕「全世界都會笑話」。浸大新聞系助理教授杜耀明及中大新聞與傳播學院教授蘇鑰機都認為，若長平在港無獨立授課兼只每月收約6000元車馬費，按理應毋須申請工作簽證，若入境處這樣也嚴厲詮釋為「違反逗留條件」，恐會妨礙學術交流。随后，调查不了了之。
2012年10月11日，《陽光時務》改為周刊，發行印刷版本，在香港、澳門、台灣、東南亞、北美等地發行。
2013年5月23日，《陽光時務》宣布停刊改組。

### 德国
2011年7月，长平应德国伯尔基金会邀请，以访问作家身份赴德国，居住于诺贝尔文学获奖者海因里希·伯尔故居。他在那里通过网络及邮件主编《阳光时务》。2012年6月，长平接受香港电台著名电视节目《头条新闻》专访，透露香港政府拖延他的工作签证细节，宣示“只要我们想传播，哪儿都是媒体；只要我们想表达，哪儿都是空间”。对于香港近年的民主自由空间，他直言香港也“自身难保”
。此节目获得香港外國記者會、香港記者協會和國際特赦組織香港分會评选的“第十七屆人權新聞獎得獎” ，引起较大的反响。
2011年至今，长平为《德国之声》撰写新闻报道及时事评论，开设《长平观察》专栏。他也为《纽约时报》、《南德意志报》等媒体撰写文章。
2014年6月，长平与《德国之声》专栏作者弗朗克·泽林就六四事件发生了激烈的争论，反驳其认为“六四”是中共“一时失足”的观点。长平认为，这些杀戮行为体现了共产党统治的本质中那种“系统性的延续”。他提到了中国规模庞大的“维稳”项目，许多普通罪犯、寻求公正者及政治异见人士等都因此被捕。
长平在德国哥廷根大学、挪威卑根大学、瑞士日内瓦大学、柏林文学之家、亚洲基金会、记者无疆界等发表演讲。
2015年到2016年，长平作为流亡作家、艺术家之一，其生平由摄影家Antoine Wagner在汉堡民族学博物馆（Museum für Völkerkunde Hamburg，2018年更名为Museum am Rothenbaum）展出的摄影展“流亡”中介绍展览，并受邀发表两场演讲《每一个国家都有春天》和《流亡是受伤的翅膀》。

### 家人被绑架
2016年3月19日，长平在德国之声的"长平观察"专栏在没有实际证据的情况下，发表了题为《贾葭失踪，睁眼之罪》的评论文章，关注中国媒体人贾葭被中国当局认为与一封《要求习近平同志辞去党和国家领导职务》的公开信有关而"神秘失踪"后，国内的家人和亲属遭到中国警方的广泛调查和骚扰威胁，两个弟弟和一个妹妹于3月27日被警方"绑架"（指没有任何法律手续的拘押） 。警察利用亲情关系要求长平停止批评中共，遭到长平公开拒绝，并曝光其谈判详情，切断与家人联系。此事成为国际媒体焦点。3月29日，长平家人得以取保候审。
长平为言论自由坚持抗争，因此获得2016年加拿大记者言论自由协会（CJFE）国际新闻自由奖。

### 出任六四记忆·人权博物馆总策展人
2020年6月4日，香港支联会为筹建六四记忆·人权博物馆发起众筹，并邀请曾亲历八九的中国记者、作家长平担任总策展人，在全球建立策展、档案及技术团队。 
2021年8月3日，香港支联会宣布，六四记忆·人权博物馆开馆。由于香港政治打压剧烈，该博物馆脱离支联会，由策展团队独立运作。   
六四记忆·人权博物馆总策展人、作家长平在接受香港英文的南华早报采访时表示，“香港目前正在经历的实际上是天安门镇压行动的继续。我们为香港支联会和其他勇敢的抗议者所经历的压力、折磨和痛苦感到悲伤”。但是，长平说：“这反而使我们更加相信这个博物馆的价值，它不仅提供了这场斗争的真实记录，它本身就是斗争的一部分。”
长平把这个线上工程称为是“移动的纪念碑”、“一个活的历史博物馆”，它不仅展示了1989年北京运动的各个方面，同时也展示了这个事件对世界的影响。” 

## 观点与争论

### 西藏事件与普世价值
2008年3月14日，拉萨发生骚乱。中国留学生及网民发现CNN等电视媒体有错误报道，发起反CNN运动。
2008年4月3日，长平在《金融时报》中文网发表了《西藏与中国民族主义情绪》发表文章《西藏：真相与民族主义情绪》，引发轩然大波。《北京晚报》社长梅宁华還亲自发了《造谣自由的南都长平》，批评长平及南方报业集团的“普世价值”观念，拉开了持续数年的普世价值争论的序幕。这件事还牵连了《南方都市报》和《南方周末》等一向以敢言和独立见称的媒体。

### 六四天安门事件
2014年6月4日，六四天安门事件25周年当日，长平在德国《南德意志报》发表评论《镇压还在继续》（德语：Die Unterdrückung geht weiter），认为“六四”之后中共改变教育策略，让包括洗脑及暴力在内的“镇压”得以持续至今。
同一天，驻北京的德国媒体顾问、德国之声专栏作者弗朗克·泽林在德国之声网站发表文章《从天安门到莱比锡》，认为“我们可能永远不会知道，25年前北京到底发生了什么”；“1989年是新中国历史上一时的失足”；“如果西方单方面夸大事实描述该事件，无助于任何人。这和中国政府对1989年的事件保持沉默一样的可耻”。
泽林的观点引起了包括学运领袖王丹、吾尔开希、人权律师滕彪、“天安门母亲”等在内的各方人士的愤怒抗议。6月17日，长平在德国之声发表文章《“六四”屠杀不是中共“一时失足”》，认为人们呼吁公布真相，并非不知道"到底发生了什么"，而是反对中共掩盖历史、歪曲真相、淡化记忆。不可知论正是屠杀者想要达到的目的之一。从"反右"、"文革"到"六四"，再到今天的"维稳"，中共的统治是一个系统性的延续。在这六十余年的统治中，人为灾害连绵不断，中共官方文件也显示数千万人死于非命。其中任何一场灾害都不是"一时的失足"，而是不受制约的专制权力膨胀的必然结果，是中共对一切反对者都要赶尽杀绝的一贯做法，"六四"屠杀乃其中之一。
泽林发表文章回应，长平继续反驳。争论涉及到德国历史反思、遗忘的自由与纪念的权利、翻墙及洗脑等议题。

《纽约时报》报道了这场争论。在柏林洪堡大学研究当代历史的作家、学者玛丽昂·德特延支持长平的观点。在她看来，说天安门事件是一时失足是“耸人听闻”： “将罪行说成失足，把它们相对化，并为之开脱，在道德上和理智上都是完全不可接受的。” 

### 女权主义
长平是中国的男性媒体领导者中，较早关注女权议题并付诸于新闻实践的，身为报人的种种坎坷，也让他有了更多反思和学习的自觉。父权制是这个社会的根基，男人们不能假装自己不是墙里那块砖。女权主义媒体《女声电子报》认为，他是富有正义感的知名媒体工作者，也有认同女权主义的另一面，而且这另一面已经深深融会于他的媒体实践及批判性的媒体思考中。 他说，“媒体权力和媒体管制是一个硬币的两面，原因都是媒体是体制的一部分——狭义的政治体制和广义的男性体制。“他认为习近平中国梦的实质就是中国父权梦，而好莱坞电影《花木兰》也成为中国父权梦的宣传大片。
2019年，长平和国际音乐人合作出版单曲《The Crackdown》纪念“女权五姐妹”事件。